# Пирамида G1-c
G1-c (так же G1c, G1 c, GIc и пирамида Хенутсен) — одна из четырёх пирамид-спутниц пирамиды Хеопса. Расположена на территории восточных гробниц с восточной стороны пирамиды Хеопса в Некрополе Гизы. Является самой южной из четырёх пирамид-спутниц. Построена во времена IV династии для второй жены Хеопса Хенутсен. Размер основания пирамиды 46,25 м, первоначальная высота 29,60 м. Как считает египтолог Вернер, пирамида G1c изначально не была частью пирамидального комплекса Хеопса, так как её южная сторона была выровнена не по стороне пирамиды Хеопса, а по расположенной рядом мастабе сына Хеопса Хуфухафта. В расположенном поблизости погребальном храме была найдена надпись, которая позволяет относить данную пирамиду к Хенутсен:
«Живой Хор, Меджу Хор, повелитель Верхнего и Нижнего Египта, Хуфу, получил жизнь. Находящийся рядом с часовней сфинкса, на северо-западе дома Осириса, господина Розетты. Он основал дом Исиды, рядом с храмом богини, которой он построил эту пирамиду. Рядом с храмом он построил пирамиду для дочери Хенутсен».

## Галерея
- План пирамиды
- План восточных гробниц
- Тоннель, ведущий в погребальную камеру
- Погребальная камера
- Мастаба Хуфухафта